# マリア様がみてるの登場人物
マリア様がみてるの登場人物（マリアさまがみてるのとうじょうじんぶつ）では、今野緒雪の小説『マリア様がみてる』シリーズ及びそれを原作とする同名の漫画・アニメなどの登場人物について解説する。また、スピンオフ作品『お釈迦様もみてる』の登場人物についても解説する（アニメについては『マリア様がみてる (アニメ)』を参照）。
※表記例
名前（ふりがな）
声 - 声優（アニメ版、ドラマCD版、Webラジオドラマ版）
演 - 実写映画版の俳優
役職、続柄など
詳細
※ 文中の太字（例：姉妹、妹など）については、『マリア様がみてる』における独特の用語を参照。また、名前の後に【釈】とあるのは、『お釈迦様もみてる』にのみ登場する人物。

## 人物相関図

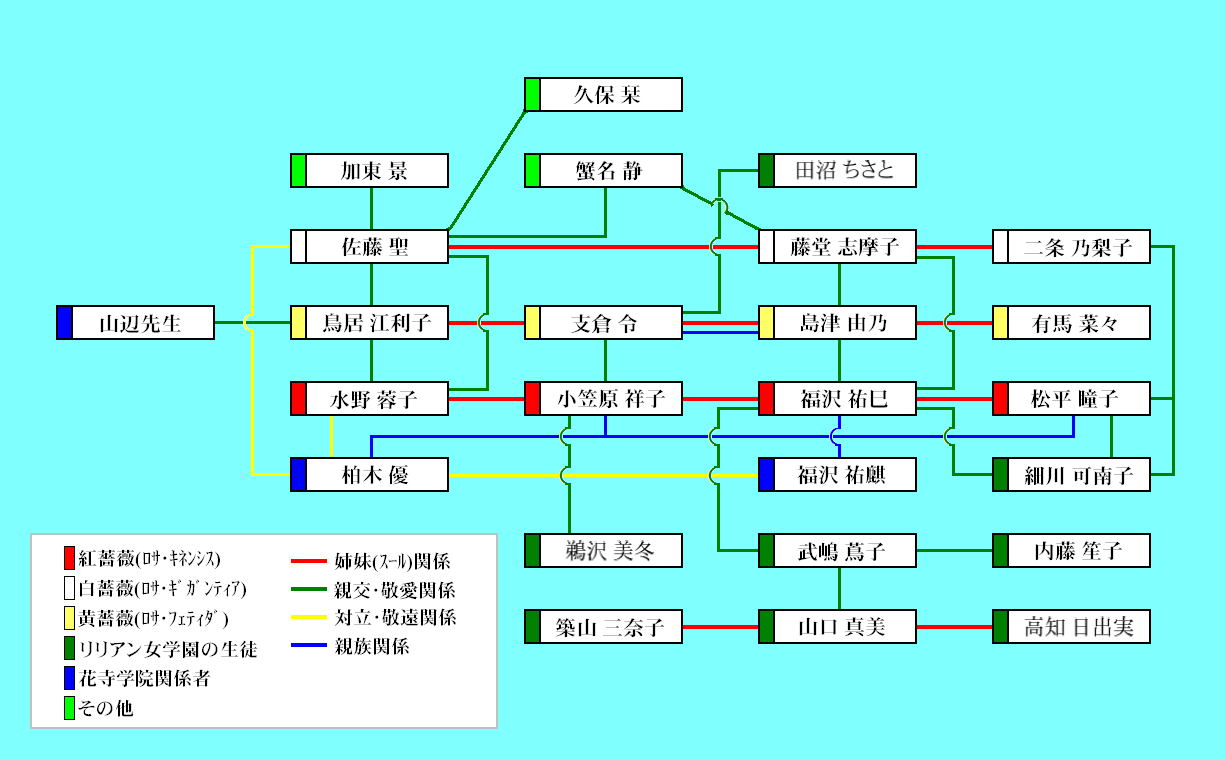
人物相関図。同学年もしくは同年齢の者は、同列に配置されている（有馬菜々を除く）。

## 山百合会幹部

### 紅薔薇（ロサ・キネンシス）ファミリー
福沢 祐巳（ふくざわ ゆみ）
声 - 植田佳奈 / 桑島法子（『コバルト☆ときめき☆ドラマCD Remix』のみ）
演 - 未来穂香
紅薔薇のつぼみの妹（ロサ・キネンシス・アン・ブゥトンのプティ・スール）→紅薔薇のつぼみ（ロサ・キネンシス・アン・ブゥトン）→紅薔薇さま（ロサ・キネンシス）
本編の主人公。実家は設計事務所を営んでいる。シリーズの雑誌初掲載時は乃梨子が主人公を務めたので、そういう意味では2代目主人公とも言えなくない。祥子の妹にして、蓉子の孫。瞳子のお姉さま。物語は、祐巳の憧れである紅薔薇のつぼみこと2年生の小笠原祥子に呼び止められたことをきっかけに始まる。
初登場は単行本第1巻でリリアン女学園の高等部1年桃組。セミロングのクセのついた髪をリボンで二つに縛った髪型（ツインテール）がトレードマークで、リボンにはこだわりがあるのか毎日違うものをつけているようである。デート服はピンク色のセーターに紺色のスキニーデニムタイプのジーパンをはいている。幼稚舎からリリアンに通う、自称「チャキチャキのリリアンっ子」だが、容姿も中身も成績も平均的で特に目立ったところのない平凡な生徒であることから、自称「小心者の一般庶民」とも。性格は素直で前向きだが、思い込みや心境変化が極端で激しく、その素直さゆえに感情が顔に出やすいため「百面相」とからかわれたりすることも多い。また、かなり涙もろい。
当初は、様々な分野で秀でた人物が多い山百合会の中でも良い意味で異色の存在であった。2年生に進級し薔薇のつぼみとなったのを機に、「親しみやすいアイドル」として下級生から絶大な人気を誇るようになるも、当人は鈍感なため自覚が無い。弟の祐麒が通う花寺高校（推理小説同好会など）にもファンがいる。
瞳子とは一時、ギクシャクした関係になってしまうが、紆余曲折を経てバレンタインイベントで瞳子から妹にしてほしいと申し込まれ、瞳子と正式に姉妹となる。
松平 瞳子（まつだいら とうこ）
声 - 釘宮理恵
紅薔薇のつぼみの妹（ロサ・キネンシス・アン・ブゥトンのプティ・スール）→紅薔薇のつぼみ（ロサ・キネンシス・アン・ブゥトン）
祐巳の妹にして、祥子の孫。蓉子のひ孫にあたる。初登場は単行本第9巻「チェリーブロッサム」。祐巳の1年後輩で乃梨子と同じく1年椿組に在籍。演劇部所属。実年齢より幼い容姿で、長い髪の両側につくった縦ロールの髪型が特徴的で、作中では聖などに「電動ドリル」と例えられている。なお、この髪型は、養母のリリアン女学院時代の髪型を真似ている。
小笠原家と並ぶ財閥家である松平家の一人娘で、実の両親とは交通事故で死別。事故時、乳児の瞳子が運び込まれた病院の院長の息子夫婦が今の養父母である。実母は小さな劇団の女優で、養母とはリリアン女学院で同級生だった。柏木優とは従兄妹に当たる（瞳子の養母は優の父の妹）。気の強い性格で祥子のことを慕っており、祥子のことを「祥子お姉さま」と呼んで祐巳を挑発するなど、祐巳に対しては当初軽く見ていた節があった。しかし、次第に祐巳のペースに巻き込まれ、押し切られるように山百合会の仕事を手伝うことになる。
演劇部では、1年生ながら文化祭公演のメインキャストに抜擢されるなど、女優としての才能に優れている。また、ヴァイオリンが得意。なお、初登場時と現在（祐巳とのデート後）では性格がまるで別人である（特に祐巳に対する姿勢）。
中等部3年のとき、バレンタイン企画でフライング参加したとき、遠巻きながら初めて祐巳を見て、その人となりに強い印象を受け、一瞬で心を奪われ、祐巳と姉妹になることを強く望むようになる。クラスメイトや祥子には愛くるしく振舞う。義理の両親を大切に思い、育ててもらった負い目を感じている心優しい繊細な性格だが、誰かに頼ることや同情されることを嫌う性格から本質を隠す。瞳子との不安定な関係を解消したいと願う祐巳からの姉妹の申し込みを「自分に対する哀れみ」と誤解して断る。突如、生徒会役員選挙に立候補するが落選。それまでの経緯からクラスや部活動で浮いた存在になってしまった。挙句に祐巳と祥子に自分と両親の秘密に関する怒りをぶつけてしまい、祥子の失望を買い孤立無援に陥ってしまう。葛藤の末、乃梨子の助けでなんとか立ち直り、祐巳に謝罪して妹にしてほしいと懇願し、自分の生い立ちを包み隠さず打ち明けた。そして祥子の立会いのもと、祐巳のロザリオを受け取り正式に姉妹（祥子の孫）となる。
小笠原 祥子（おがさわら さちこ）
声 - 伊藤美紀 / 川村万梨阿（『コバルト☆ときめき☆ドラマCD Remix』のみ）
演 - 波瑠
紅薔薇のつぼみ（ロサ・キネンシス・アン・ブゥトン）→紅薔薇さま（ロサ・キネンシス）
祐巳の姉にして、蓉子の妹。瞳子のおばあちゃまになる。リリアン女学園の2年生（初登場時）。全校生徒のあこがれの的、紅薔薇のつぼみ（後に紅薔薇さま）であり、小笠原グループの一人娘という生まれながらのお嬢さま。学園一の潔癖症で、身だしなみには特に厳しい。基本的には真面目で自他共に厳しい性格なのだが、お嬢様育ちのためか、わがままな一面があり、また一般的な世間の常識が欠落していることも多い。しかし、生まれながらに持つ高貴さ、優雅さで、祐巳をはじめとする多くの少女たちを惹きつけている。
家族や親族の素行、さらには従兄で許婚の柏木優を原因として、極度の男嫌いに陥っている。このことは身内以外にはあまり知られていない。しかし、祐巳たちの尽力もあって、少しずつ改善されてはいる。
お姉さまである水野蓉子には、稀に反発するが基本的には頭が上がらない。高等部入学直後まではさまざまな習い事を日々掛け持ちしていたが、蓉子と初めて話した数日後には全て辞めてしまった。
自分には無いものを持つ祐巳のことをとても愛しく思っているが、素直に態度に示せないことが多く、この部分には自分でも苦悩しているらしい。時折、祐巳と互いの思いがすれ違うこともあるものの、一つ一つ克服して逆に2人の絆を強めることになる。同学年で同じく山百合会に属する支倉令とは親友。
祐巳に「私の妹になるように」と申し出る少し前には、藤堂志摩子に「私の妹にならないか?」と申し出ていたが、志摩子が佐藤聖の妹になることを選んだため断られた形になった。
山百合会の会議で文化祭の演劇に関して薔薇さま達と対立し、「2年の秋にもなって妹の一人も持てない人に発言権はない」などと言われて逆上。頭に血が上って部屋を飛び出したところで祐巳とぶつかり、これ幸いと名前も知らない祐巳を「妹にする」と宣言した。困惑した祐巳に断られてしまうも、薔薇さまたちの賭けに煽られ、祐巳を妹にしようと動く。その後様々な経緯を経て、文化祭の夜、マリア像の前で祐巳に再び姉妹の申し入れをし、祐巳もそれを受け、晴れて正式に姉妹となる。
従兄の柏木優とは婚約者の間柄であったが、3年生の正月に婚約を正式に白紙撤回した。
高等部卒業を前にして自動車普通免許を取得し、高等部卒業後は祐巳のいるリリアン女学園に残ってリリアン女子大に進学する道を選んだ。
水野 蓉子（みずの ようこ）
声 - 篠原恵美
演 - 平田薫
紅薔薇さま（ロサ・キネンシス）
祥子のお姉さまにして、祐巳のおばあちゃま。瞳子には曾おばあちゃまになる。聖、江利子とは同学年にして親友。才色兼備で大人受けも良い優等生で、山百合会の実質的リーダー。
祥子のお姉さまだけあって、祥子をたった一言でも操れる。真面目な性格だが、親しい人の前では時に茶目っ気を示すこともある。基本的には世話好きで相談されれば親身に耳を傾けるが、黄薔薇革命の際には「他藩のお家事情には口を挟まない」「これが令ではなく祥子だったら相談されなくても世話を焼く、何故なら私は祥子のお姉さまだから」と公私混同しない一面もある。祐巳にとってはとても優しい「おばあちゃん」である。
「私たち三年生にとっては、二年生が子供で一年生は孫みたいなもの」「姉は包み込むもの、妹は支え」「友達なんて、損な役回りを引き受けるために居るようなもの」など、のちに後輩達に何度も引用されるような名言を数多く残した人物でもある。
リリアンには中等部から外部入学した。一般生徒が山百合会（薔薇の館）に近寄り難さを感じていることを悩んでおり、薔薇の館を一般生徒で一杯にしたいと願っていたが、ある出来事から卒業を前にしてその願いが叶った。自分には出来ないやり方で祥子を助ける祐巳に後事を託して、卒業後は法律勉強のため外部の大学に進学する。大学入学後は「真面目」や「優等生」からのイメージチェンジを図るも、根っからのものであることを悟る。
元・紅薔薇さま（ロサ・キネンシス）
声 - 勝生真沙子（『マリア様がみてるドラマCD 長き夜の』のみ）
蓉子のお姉さま。祥子の「お祖母ちゃま」でもあり、祐巳とは面識はないが、「曾お祖母ちゃま」に当たる。姓名は不明。短編や蓉子たちの過去回想に何度か登場した。原作の挿絵でその姿が描かれることはなく、アニメ版第1期では右サイドからの編みこみを入れたヘアスタイルの後ろ姿のみ登場。
蓉子をして「敵わない」といわしめた異能の人で、蓉子が祥子に惹かれているのを見抜き、当時の白薔薇さまと共に2人が結びつくようにしむけた。孫である祥子を可愛がっていたようだが、祥子世代の薔薇さまの要として静を欲するなど、薔薇さまとしての祥子には一抹の危惧を抱いていた節もある。（蟹名静が1年生時の）合唱部の部長とは親しい友人であったようで、薔薇の館で一緒にお茶をしていたこともある。

### 白薔薇（ロサ・ギガンティア）ファミリー
藤堂 志摩子（とうどう しまこ）
声 - 能登麻美子
演 - 高田里穂
白薔薇のつぼみ（ロサ・ギガンティア・アン・ブゥトン）→白薔薇さま（ロサ・ギガンティア）
祐巳、由乃と同学年で、1年生の時は祐巳、蔦子、桂などと、2年生では桂などと同じクラス。聖の妹で、乃梨子の姉。2年生にして白薔薇さまとなる。ウェーブのかかった長い髪、フランス人形を思わせる柔らかい顔立ちが特徴。穏やかでおっとりとした性格だが、芯はしっかりとしている。育った環境の影響からか、嗜好はむしろ和風寄りで、銀杏や百合根が好物という女子高校生としては一風変わった側面を持つ。環境整備委員会所属。
H市にある小寓寺の住職の娘（正確には孫）だが、12歳でカトリックの教えに目覚めたことから父親に諭されてリリアンに入学した。本人は敬虔なクリスチャンだが、家の事情からミッション系の学校に通っていることに罪悪感を持っており、実家のことが知られたら自主退学する覚悟までしていた。それゆえリリアンでは自ら垣根を作り、努めて友達を求めないようにしていた。その辺りが「きれいで頭が良くて優しくて、同い年とは思えないほどしっかりしている（祐巳談）」というイメージを自ら作り上げる結果となっていた。
高等部入学直後に聖と出会い、山百合会のアシスタントとなる。実は2学期に祥子から姉妹の申し入れを受けていたのだが、その返事をする前に、聖に半ば強引に連れ出され聖の妹となったため、祥子の申し入れは断った形となった。
特技は日本舞踊で、名取である（流派・名取名は不明）。またピアノの名手であり、アヴェ・マリアなら暗譜で弾けるほど。本人はリリアン入学以来学校でピアノを演奏した覚えは無いのだが、蟹名静のクラスメイトや、入学間もない乃梨子のクラスメイトは何故かこの事実を知っていた。ちなみに由乃も薔薇様を送る会でピアニカを演奏するように頼んでいる。僧侶の資格を持ち、菓子作りの得意な兄（血縁上は叔父 現在家出中）がいる。
姉の聖とは2学年離れているため、2年生ながら薔薇さまとなり、さらに2年生3学期の生徒会役員選挙で当選して2年連続で薔薇さまとなる。頭脳明晰でしっかりした自分の意志を持っているが、大切な人たちのこととなると臆病になりしばしば迷走していて、感じたままに行動できる由乃や祐巳を羨ましく思っている。本人は自分のことを「父親と似ても似つかない面白みの無い人間」と分析しているが、乃梨子と出会ってからは俄然前向きになり、学校のイベントを「いかに面白くするか」積極的に実践している。
なお、『キラキラまわる』において、本当の両親は彼女の乳幼児期に亡くなっていること、現在の両親は、本来ならば彼女の祖父母に当る存在であることを乃梨子に告げている。
二条 乃梨子（にじょう のりこ）
声 - 清水香里
白薔薇のつぼみ（ロサ・ギガンティア・アン・ブゥトン）
初登場は第9巻「チェリーブロッサム」。しかし、雑誌『コバルト』に初掲載された際は主人公だった。そういう意味では初代の主人公といってよい。志摩子の妹で、聖の孫。市松人形に例えられる日本的な風貌を持っており、外部入学生ながら新入生代表に選ばれるほどの秀才。祐巳曰く「クール」、由乃曰く「味方につけば千人力」。基本的に冷静沈着でサバサバしている。
仏教徒という訳ではないが仏像好きの少女で、キリスト教には興味がなかった。
志摩子とは非常に親しい関係を築いており、学年が違うにもかかわらず敬語を使わず、「志摩子さん」と呼んでいる。上級生にも自分の意見をはっきりと言うため、山百合会の戦略面を支えることも多い。
中学3年生の3学期に京都まで仏像を見に行った帰り、大雪で新幹線が止まるというアクシデントに遭ったため第一志望の高校を受験しそこない、リリアンOGでもある大叔母の顔を立てて受験したリリアン女学園に入学するはめになった。入学当初はリリアンになじむことが出来ず孤立していたが、境遇の似た志摩子と出会ったことで周囲に心を開くようになり、その後姉妹になるとクラスにも打ち解けていった。また、趣味ゆえに入学当初は気にしていたカトリック系の校風にも、割り切るようになり、リリアン女学園そのものにも慣れつつある。
実家は千葉県にあり、父は公務員で母は教師。他に1歳違いの妹が1人いる。現在は都内にある大叔母・菫子の家に下宿して通学している。
クールな反面、祐巳との関係に悩む親友・瞳子のために奔走したり、瞳子のために先輩に反発する面もあるなど、心の内は非常に熱くて人情深い。ただし、志摩子の姉に当たる聖には志摩子との特別な関係を感じて複雑な心情を抱いている面もある。
祥子と令の卒業式の日に、聖に「ノリリン」なるあだ名をつけられ抗議する。
佐藤 聖（さとう せい）
声 - 豊口めぐみ
演 - 滝沢カレン
白薔薇さま（ロサ・ギガンティア）
志摩子のお姉さまで、乃梨子のおばあちゃま。12月25日生まれ。父親は本編の数年前に会社を興したので、社長令嬢ということになる。幼稚舎からのリリアン育ちで、蓉子や江利子とは同学年にして親友。色素の薄い髪と、まるで石膏像の如く日本人離れした容貌を持つ。普段は黄緑色のセーターに紺色の長いスキニージーパンを履いている。
人懐っこく陽気な性格で、リリアンの生徒から絶大な人気を誇っている。
妹が2学年下なのでいわゆる孫を持たず、そのかわりに祐巳のことを溺愛して可愛がっていた。基本的には頼れる上級生といった感じだが、しばしばセクハラまがい（時にはストレートにセクハラ）のちょっかいを出す。
しかし、かつては人付きあいの苦手な性格で、人見知りで独りよがりのところがあったが、栞との激しい恋愛、その失恋後の姉や蓉子の支え、志摩子との出会いなどによって次第に周囲に心を開くようになった。
祐巳と出逢った影響で卒業直前に進学を決め、一般入試を経てリリアン女子大学・文学部米英文学科在学。普通免許を高等部在学中に取得。車は持っていないが、作中では母親の車に乗っているシーンがある。
元・白薔薇さま（ロサ・ギガンティア）
声 - 高山みなみ
聖のお姉さま。志摩子の「おばあちゃん」にあたるが、志摩子とは面識はないと思われる。姓名は不明。元・紅薔薇さまと同様、短編や過去回想に何度か登場したが、その姿が挿絵に描かれることはなく、アニメ版と漫画版では容姿が異なる。
ロサ・ギガンティア・アン・ブゥトン（白薔薇のつぼみ）であった時、聖を「あなたの顔を見ていたいから妹になりなさい」と言って妹にしたが、それは人付き合いが極端に苦手な聖に負担を掛けないための配慮だった。ちなみに聖は、このことを聞かされるまで本当に顔で選ばれたと思っていたらしい。彼女の成長をあたたかく見つめ、聖の性格を正確に把握していた数少ない人物にして、聖が頭の上がらない人物の1人。卒業式に「あなたはのめりこみやすいタイプだから大切なモノができたら自分から一歩引きなさい」と聖にアドバイスしている。
彼女が聖に渡したロザリオは聖から志摩子へ、志摩子から乃梨子へと受け継がれている。

### 黄薔薇（ロサ・フェティダ）ファミリー
島津 由乃（しまづ よしの）
声 - 池澤春菜
演 - 三宅ひとみ
黄薔薇のつぼみの妹（ロサ・フェティダ・アン・ブゥトンのプティ・スール）→黄薔薇のつぼみ（ロサ・フェティダ・アン・ブゥトン）→黄薔薇さま（ロサ・フェティダ）
剣道部副部長（3年生時）
祐巳、志摩子と同学年で、2年では祐巳、蔦子、山口真美らと同じクラス。令の妹で、江利子の孫。そして菜々の姉。令とは従姉妹で幼馴染。
元は心臓に持病を持つ病弱な美少女で、初等部からたびたび学園定番のイベント（運動会・体育祭・修学旅行など）を欠席していた。そのために毎年クラスでも影が薄く、同学年も含めて周囲の生徒からは礼儀正しくしとやかで、模範的な『妹』像と思われていた。しかし、実際には沸点が低く、超が付くほどのアクティブかつ攻撃的な性格で、池波正太郎の時代小説（剣客譚等）やスポーツ観戦を好む。心臓手術で健康を回復してからは、地であるところの内弁慶が表にまで出る、「イケイケ青信号」な性格となった（祥子は「飛ばしすぎ」と評している）。
祐巳とは自他共に認める親友で、学校では祥子以外に祐巳を呼び捨てにした唯一の人物。
健康になったことで2年生の1学期半ばに剣道部に入部したが、基礎体力そのものが不足しているので、田沼ちさとによる指導監督のもと基礎トレーニング中心の部活動生活を送っている。そのせいか剣道の腕前はあまり上達しておらず、2年生の終わり頃になっても部内で「一番ヘタクソ」と言われている。サボりがちで半ば「幽霊部員」と化していたが、3年生進級後に副部長に就任。
非常にやきもち焼きだったり、思いつき中心の言動はやや子供っぽい部分もあるが、直感に基づく行動力で山百合会をより活動的な組織にしている。姉である令とは距離を置こうとしながらも、内心では令に相当依存している。姉の姉である江利子とは令を挟んだライバルのような関係で反発心を持っている。江利子に妹問題を追及された折に意地を張った結果、有馬菜々と知り合うこととなった。
姉である令の卒業式の直後、令と江利子及び新旧山百合会メンバーの前で、進級前の菜々に妹になるよう申し込み、正式な姉妹となった。当然ながら、まだ中等部の生徒にロザリオを渡したのは前代未聞のことである。
両脇に長く垂らした三つ編みの髪型が外見上の特徴。
有馬 菜々（ありま なな）
声 - 生天目仁美
黄薔薇のつぼみ（ロサ・フェティダ・アン・ブゥトン）
初登場時はリリアン女学園中等部3年生、のちリリアン女学園高等部1年生（由乃達が3年生時）。剣道部所属。由乃の妹。リリアン女学園とはライバルに当たる太仲女子高剣道部の田中姉妹の末妹だが、四姉妹の中で一人だけ祖父の養女になり、祖父の希望でリリアンに入学する。面白そうなことにどんどん首を突っ込む「アドベンチャー」好き。
外見については蓉子と聖から「雰囲気や顔が江利子に似ている」と評されている。
たまたま由乃が江利子に妹問題について追究されていた場に居合わせていたため巻き込まれ、紆余曲折の末由乃の妹候補暫定1位となる。そして、 令の卒業式の直後、由乃から妹にと望まれ、それを受け入れ正式に姉妹となった。令の孫、江利子のひ孫にあたる。
感覚が意外と古めかしく、由乃の「乃」を説明するのに「乃木大将の乃」と答えた。冬休みに支倉の道場を訪れ、令と剣道の互角稽古を行っている。この時点で令には既に「由乃の妹」として認められていた様子。
勘が鋭く、理解力や場の空気を読む力もあり、基本的には落ち着いている。ただ、上級生である由乃にも正直に物を言い、「アドベンチャー」が絡むと熱くなる。
支倉 令（はせくら れい）
声 - 伊藤静
演 - 坂田梨香子
黄薔薇のつぼみ（ロサ・フェティダ・アン・ブゥトン）→黄薔薇さま（ロサ・フェティダ）
由乃の姉。実際の従姉にあたり、幼馴染でもある（令の父は由乃の母の実兄）。祥子とは同学年で親友。剣道部所属で団体戦では部長をさしおいて大将に選ばれるほどのエース。
外見は「ミスター・リリアン」の異名を持つ通りボーイッシュでスラリとしているが、実際はお菓子作りや編み物、少女小説を読むのが趣味といういわゆる女の子らしい感性を持っている。剣道道場の一人娘で二段を持つ。普段は剣に厳しく人には優しい常識人だが、由乃のことになると前後不覚になるほどに由乃一筋。その様子は由乃いわく「令ちゃんのばか」。幼稚舎からのリリアン育ちで、由乃が高等部入りすると当然のように姉妹の関係を結んだ。
過保護なまでに由乃の世話をやくことに生きがいを感じていたが、『黄薔薇革命』以後、由乃が健康な身体を手に入れたのを切っ掛けに由乃への自らの依存関係を見直すため、リリアン女子大学への内部進学を辞め、体育の勉強をすべく外部の大学に行くことを決めた。また、3年生の正月、有馬菜々と互角稽古をし、その際に由乃を精神的に独り立ちさせ、菜々を由乃の妹として認めた様子。ちなみに由乃に渡したロザリオは彼女のために用意した物とのことなので、江利子に貰ったロザリオはそのまま令が持っていると思われる。
鳥居 江利子（とりい えりこ）
声 - 生天目仁美
演 - 秋山奈々
黄薔薇さま（ロサ・フェティダ）
令の姉にして、由乃のおばあちゃま。蓉子、聖と同学年にして親友。幼稚舎からのリリアン育ちで、実家は商店街で自営業を営んでいる。
石膏像のような端正な顔立ちの聖に対し、和風の整った顔立ちが印象的な美少女で、髪を上げるヘアバンドとその額がチャームポイント。また、そのタイの結び方は全校一美しいとされていた。
とても器用で何でも要領よくこなせてしまうため、何事にも達成感を味わうことが出来ず、いつもつまらなそうな顔をしている。そのためか、面白いことや希少価値が高いものが大好きで、一度興味を持つと飽きるまでとことん追いかける、通称「スッポンの江利子（聖談）」。その希少価値好きは、自分の妹に薔薇さまたち上級生が全くのノーチェックだったまるで男の子のような容姿をしている令を選ぶほど。
努力人と張り合ってまでナンバーワンに拘らない性格で蓉子には勉強の面ではかなわないと競争から降りる描写もある。その蓉子から褒められた「胸リボン」の結び方は卒業するまできれいなままでがんばろうと決心している。
男性の趣味も変わっており、花寺学院の教師山辺と一目惚れから交際中。父親や年の離れた兄たちからはたいへん愛されているが、本人は少々うんざりしている。歯医者が大の苦手。大学入試は外部を受験したが、願書を出した大学に全て合格してしまい、あみだくじで決めた芸術学部のある大学に進学している。
元・黄薔薇さま（ロサ・フェティダ）
声 - 三石琴乃
江利子の姉。令の「おばあちゃん」にして、由乃の「曾お祖母ちゃま」に当たる。ただし、由乃とは面識は無いと思われる。姓名は不明。同世代の薔薇さまの中で最も登場シーンが少なく、本格的に登場したのは短編「黄色い糸」（第30巻「フレームオブマインド」所収）のみ。その姿が挿絵に描かれることはなく、アニメ版では、第1期にて、横顔と後ろ姿のみ登場。やや幼い顔立ちで、当時の山百合会の中ではもっとも小柄に描かれている。
江利子と蓉子がどちらが先に妹を持つかを当時の紅薔薇さまと賭けをしており、江利子の妹選びに手を貸したりもしている。なお、この賭けについては、江利子と蓉子がそれぞれ同時に令と祥子を妹にしたため、結局、賞品のいちご牛乳は当時の白薔薇さまのおごりになった模様。

## リリアン女学園の生徒

### 蓉子、聖、江利子たちと同学年
内藤 克美（ないとう かつみ）
声 - 名塚佳織
内藤笙子の実姉で、江利子の同級生。ガリ勉でミーハーを見下したような性格。勉強しなくてもクラスで最優秀成績を取る江利子をライバル視していたが、内心は江利子に憧れていた。3年生のバレンタインにはチョコレートを渡そうとしたが、かなわなかった。しかし、大学1年の冬に神社で偶然江利子と再会してからはペンフレンドのような関係を続けているらしい。

### 祥子、令たちと同学年
蟹名 静（かにな しずか）
声 - りの
合唱部の歌姫で、学園祭でもソロを歌った。ちなみにアニメ版などでは、担当声優が吹き替えを一切使用せずに全てを歌いこなしている。初登場は単行本第4巻「ロサ・カニーナ」で、その後も何度か登場する。整った顔立ちで一見クールな印象を受けるが、実際は茶目っ気のある性格。図書委員会所属。
原作版とアニメ版では顔つきや髪型が異なる。原作では切れ長の瞳にストレートヘアだが、アニメ版では瞳が大きく毛先のみにゆるいウエーブがかかっており蓉子に似た容姿となっている。また、漫画版ではふんわりしたショートヘアで、蓉子には似ていない。
かねてからイタリア留学を視野に入れていたため、高等部でも姉妹の申し出をことごとく断っていた。佐藤聖を慕っており、聖に振り向いてもらうために生徒会選挙に出馬し、志摩子たちと争った。立候補に際して本命のつぼみたちに対抗すべく、苗字にちなんで「ロサ・カニーナ（桃色の薔薇）」の異名をクラスメイト達に付けられた（当人は満更でもない様子）。選挙では本人もあまり勝つ気はなく、予想通り破れたものの、聖に振り向いて貰えたので本人的には満足している。
バレンタイン企画の宝捜しでは、志摩子の白いカードを見つけて参加者を驚かせた。その副賞のデートで彼女の歌った『アヴェ・マリア』は志摩子を涙させるほど素晴らしいと表現されている。
同年度末にイタリアのフィレンツェへ留学。親戚の嫁いだ家に下宿してイタリア語と声楽の勉強をしながら大学受験の準備をしていたが、その後『マーガレットにリボン』にて無事にイタリアの学校に通っていることが確認された。祐巳たちの修学旅行で彼女たちと再会する。その際、志摩子とペンフレンドになっていたことが明かされた。また、祐巳のことを気に入っている様で、そのことは聖、志摩子との会話の中でうかがえる。
久保 栞（くぼ しおり）
声 - 中川亜紀子
シスター志望の美少女。東京生まれだが、小学3年の時に両親に先立たれ、以後は叔父に引き取られて長崎で育つ。中学卒業を機に東京に戻り、推薦という形でリリアンに入学した。聖の親友であり恋人。祥子のクラスメイトでもあったが、聖との関係を知らない他の生徒にとっては、存在感の希薄な生徒だったらしい。
高等部に入学して間もなく聖と出会い、禁断の恋に苦悩する。周囲の大人たちによって追い詰められ、2学期末には聖との駆け落ちに同意したが、別れた方がお互いのためと考え、聖に別れを告げることも無くリリアンを去った。その後は他の学校に転校したらしいが、消息は不明。今でも聖の心の中では最愛の少女である。
築山 三奈子（つきやま みなこ）
声 - 甲斐田裕子
元新聞部部長・編集長
ポニーテールがトレードマークの新聞部前部長。学園内のゴシップを探し出しては、スポーツ新聞や週刊誌のような見出しをつけて、大々的に宣伝するのが生き甲斐。山百合会幹部のネタが一般生徒に最もウケるため、しょっちゅう薔薇さまやその妹たちの回りを嗅ぎ回っていて、「山百合会のストーカー」を自称するほど。そのため山百合会メンバーからは非常に警戒されている。取材活動の際、時々変装をするが決して上手ではない。
事件を嗅ぎ分ける才能は優れているが、時には「黄薔薇革命」「イエローローズ事件」など、勝手に妄想して記事を書いて大騒動を起こしてしまうこともある。山百合会メンバーをネタにすることは多いが、決して彼女らを嫌っているわけではなく、蓉子たち前薔薇さまの卒業式で涙を見せたり、本格的に関係が悪くなった祥子と祐巳にこっそりアドバイスするなど、むしろ憧れている節さえある。
3年生になり進学のため新聞部部長を妹の真美に譲って引退。夏休みから予備校通いをしているが、現実逃避に真美たちの新聞部活動に横槍を入れに来ることも多い。実は高等部に入学してすぐ骨折したという経歴を持っている。
卒業式前日、祥子・令と打ち解ける。
鵜沢 美冬（うざわ みふゆ）
声 - 増田ゆき
祥子のクラスメート。高等部からリリアンに入学した。幼稚舎時代にリリアンに在籍していたが、父の仕事の都合で初等部に入学する前に離れている。
リリアンの幼稚舎で一緒だった祥子にほのかな憧れを抱いていて、高校で再び祥子に再会したが、祥子は彼女のことを覚えていなかった。そのため、祥子の妹である祐巳に軽い嫉妬のような感情を抱いていた。
一度目のバレンタイン企画の宝捜しで、祥子が紅いカードを温室に隠すところを見てしまい、反則と思いつつも手に入れてしまった。自力で正解の温室にたどり着いた祐巳と少し話したのちに祐巳を認め、髪を切った。
名前のUZAWA MIFUYUは、福沢祐巳（FUKUZAWA YUMI） のアナグラムになっているが、「K」が含まれておらず、作者はあとがきで「祐巳にあって美冬に足りないもの」の一つとしている。

### 祐巳、由乃、志摩子たちと同学年
武嶋 蔦子（たけしま つたこ）
声 - 佐藤利奈
演 - 広瀬アリス
写真部副部長
写真部のエース。眼鏡をかけた少女で、休日でもイベントさえあれば撮影に出掛ける性格。卒業した前薔薇さまたちからは「カメラちゃん」というニックネームを付けられていた。
「少女が一番輝く時期である青春時代を切り取って残しておきたい」という思いから、常にカメラを持ち歩き、盗撮まがいの方法でリリアンの生徒を写している。当人のこだわりか写真部ゆえか、使用するカメラはいずれもフィルム式で、デジタルカメラを使うところは本編中に出てきていない。普段は隠し撮りばかりしているが、写真の腕前は本物で、その腕を見込まれ記念写真を頼まれることもしばしば。
祐巳とは同級生で友人。観察眼が鋭く同年代の中でも大人びており、祐巳や志摩子の相談に乗ったことも多い。
祐巳が祥子の妹になるきっかけを作った人物でもある。「特定の生徒と特別な関係を持つと、全校生徒を平等な目で写すことができなくなるかもしれない」という考えから姉妹は作らないが、内藤笙子を非常に気に入っている様子。
山口 真美（やまぐち まみ）
声 - 斎藤千和
新聞部編集長、前部長
三奈子の妹。姉の後を継ぎ新聞部編集長となる。三奈子よりしっかり者で、姉をたしなめることも多い。2年生の時に祐巳と同じクラスになる。七三分けの髪型で、ヘアピンで髪を留めている。優良な記事を求めて精力的に活動しているが、運動能力や体力だけはサッパリ。
姉の三奈子はリリアンかわら版をゴシップ紙的な色合いを強く出し、それが学園内や山百合会に騒動を巻き起こしていたのに対し、真美は山百合会とも良好な関係を保って協力を得、生徒達に話題を提供するというスタンスを取っている。祐巳と由乃の妹探しに端を発した茶話会に協力して参加した結果、同じく新聞部の後輩である日出実と意気投合して姉妹の契りを結ぶ。部活動の関係から上司と部下のような姉妹だが、妹に甘えられたり一緒に遊んだりするのには満更でもない様子。
桂（かつら）
声 - 下屋則子
テニス部所属。「桂」は苗字ではなく名前であり、最新巻に至るまでフルネームは不明のまま。1年生の時は祐巳と志摩子のクラスメイトで、祐巳と仲が良かったが、次第に影が薄くなり、進級後からは滅多に本編には登場しなくなってしまった。その後長きに渡って、たまに伝聞で名前が挙がる程度になってしまっていたが、祥子と令の卒業が近づくにつれて本編への登場機会も増えた。姉はテニス部の先輩であり、入部当日に姉妹になった。
ミーハーな性格で、「黄薔薇革命」の際には由乃に影響されて姉にロザリオを返し、姉妹を解消するが、すぐに復縁した。また、テニス部の憧れの波留先輩から卒業に当たってラケットを貰ったが、姉への後ろめたさから部活では使えずに、家に飾りっぱなしであったが、姉の卒業に当たり、実はそれが、姉が妹のいなかったその先輩に頼んだものだったことを聞かされ、姉の心遣いに涙した。妹はやはりテニス部の瑞絵。志摩子とは2年生になっても同級生。
漫画版では彼女の登場シーンが全て他の誰かに置き換わっていて、登場していない。
田沼 ちさと（たぬま ちさと）
声 - 高橋美佳子
剣道部部長
令の熱狂的なファン。ウェーブのかかった髪型の美少女。1年の終わりに剣道部に入部している。何かと黄薔薇姉妹に関わってくる人物で、由乃の威圧を笑顔でかわすことの出来る度胸の持ち主。
新聞部のバレンタイン企画で令とデートするが、デートの最中、令はちさとを由乃と何度も呼び間違い、かえって由乃に対する思いの深さを痛感することとなってしまった。令への思いを整理すると髪を切って3学期のうちに剣道部へ入部する。髪を切ったせいか可愛さに磨きがかかってしまう。進級後、剣道部に入部した由乃の指導係になる。
翌年のバレンタイン企画でも黄色のカードを見つけ出し、由乃との半日デート権を獲得した。デートの結果、親交を深めたものの、お互いに表向きは依然としてライバル同士のままである。
入部時期が遅かったにもかかわらず、2年生の終わりごろには同級生にあまり打ち負けなくなるほどまでに成長した。3年に進級後、剣道部部長に就任する。
小山田 みゆき（おやまだ みゆき）
声 - 渡辺明乃
演 - 望月リカ
祐巳の1年生の時のクラスメイト。「黄薔薇革命」の由乃に影響を受け、最初に姉にロザリオを返した。アメリカ人の彼女を持つ兄がいる。
軽部 逸絵（かるべ いつえ）
声 - 喜多村英梨
陸上部所属。2年松組となった祐巳の同級生でクラス随一の俊足。体育祭にあたって出場競技について由乃とひと悶着を起こしていた。由乃ともども熱くなると止まらないタイプ。
道世（みちよ）
姓は不明。2年松組となった祐巳の同級生。逸絵と仲の良い友人で、クラスでも足の速い方に属する1人。修学旅行の行きの飛行機で震えながらお祈りをしている描写がある。また、祥子と令の卒業式にあたって、ジャンケンで勝ち取った卒業生に花をつける役を祐巳に譲ると申し出た。
英恵（はなえ）
声 - 笹川麗子
姓は不明。選挙管理委員の委員長。祐巳とは初等部のころ一度同じクラスになったことがある。
高城 典（たかぎ つかさ）
声 - 沢城みゆき
演劇部部長
部活の後輩である瞳子に目をかけおり、彼女を優秀な演者、大切な仲間として見守っている。瞳子に「妹にならないか」と持ちかけたことがあるが、断られている。
瞳子の姉である祐巳に嫉妬のような感情を抱いていて突っかかったこともあるが、祐巳が瞳子を本当に大切に思っていることを知ってからは嫉妬しつつも認めている。
筒井 環（つつい たまき）
『私の巣』に登場する。朝倉百の大叔母。百からみて母の夫（再婚相手）の父方の祖父の娘。百曰く「自由な人」。2年生時には志摩子のクラスメイト。

### 乃梨子、瞳子たちと同学年
細川 可南子（ほそかわ かなこ）
声 - 小清水亜美
瞳子や乃梨子のクラスメイトであり、179cmの長身と、腰まで達する長い黒髪が特徴で、学院ではとても目立つ存在。その外見は瞳子の「ドリル」に対し、アリスに「ハリガネ」と例えられたこともある。
中学までは、元選手だった父親のコーチのもとバスケットボールに打ち込んでいたが、離婚の末母方に引き取られる（元々中学の時点で、両親はすでに別居していた）。元々は父親を慕っていたが、離婚の経緯から嫌悪感を示すようになり、同時に極端な男嫌いとなった。リリアン高等部への入学も、「男がいなければどこでもいい」という思いから女子校受験を選択し、また「都立に落ちたから私立に流れた」と言わせないために、外部受験においては最難関として扱われる同学園に照準を合わせたためだった。
潔癖な性格で、彼女の中には「好きな人」「どうでもいい人」「殺したいほど憎い人」の3種類しかいない。その中で「好きな人」となった祐巳には、当初行き過ぎた崇拝のような憧れを持っていて、一時、祐巳の妹候補の噂が立った。祐巳・瞳子・祥子とはしばしば衝突した。
学園祭にて、上記の様々な歪んだ面を生む要因となっていた、家族との行き違いが解消。その後は、本来の温厚な性格に戻っており、むしろ余裕のある描写が目立つ。スポーツが得意で、バスケットボール部にも入部し、再びバスケに勤しむ日々を送っている。
また乃梨子ほど露骨ではないが、瞳子と祐巳の仲も応援するようになっていた。姉妹成立後には、祐巳の前で瞳子をからかったこともある。
自身の長身はあまり好ましく思っておらず、父親に憎悪をぶつけた際には、どさくさに紛れて「身長が伸びてしまったこと」も父のせいと罵った。しかし落ち着きを取り戻した後には、気にする様子は変わらないながらも、自虐ネタとして使うこともあった。
内藤 笙子（ないとう しょうこ）
声 - 井上麻里奈
江利子をライバル視していた内藤克美の実妹。中等部3年の時に、フライング参加した高等部のバレンタインイベントをきっかけに、リリアンかわら版でしか知ることのなかった祐巳や蔦子と出会い、憧れを抱いている。
高校に入学してからしばらくは、フライングが知られるのを恐れ、蔦子を避けていたが、由乃たちの企画した「茶話会」に参加したことで蔦子と再会。後に彼女を追いかけ、写真部に入部した。曰く「蔦子さまが好き」だが、妹を作らない主義の蔦子とは姉妹にはなっていない。
高知 日出実（たかち ひでみ）
声 - 伊藤静（第3期）→戸松遥（第4期以降（ラジオドラマ等含））
三奈子、真美に憧れて新聞部に入部した生徒で、1年時より期待のルーキーだった。やる気満々で、可南子が祐巳の妹候補と騒がれた際には、新聞部の身分を隠しながらも、いち早く取材を行っている。2年に進級後は、真美の跡を継ぎ部長に就任した。
部活を純粋に楽しんでおり、姉妹（スール）関係を形成することには全く興味が無かったが、「妹オーディション」では真美に巻き込まれ、取材の名目で渋々茶話会に参加。しかし、その中で互いを姉妹と想定したところぴったりと当てはまり、契りを交わした。その関係は「上司と部下」に近い（祐巳談）が、バレンタインデーに真美へのチョコクッキーを作ってきたり、動物園でのデートを楽しむなど、通常のスール関係に憧れている節もある。
敦子（あつこ）
声 - 真堂圭
姓は不明。瞳子や乃梨子のクラスメイトで、聖書朗読クラブに所属している。入学当初は瞳子、美幸と3人で行動することが多かったが、瞳子とは次第に疎遠になってきている。中等部3年の時、クラスメイトだった笙子を高等部のバレンタインのイベントに誘っている。
美幸（みゆき）
声 - 高垣彩陽
姓は不明。瞳子や乃梨子のクラスメイトで、聖書朗読クラブに所属している。入学当初は瞳子、敦子と3人で行動することが多かったが、瞳子とは次第に疎遠になってきている。中等部3年の時、クラスメイトだった笙子を高等部のバレンタインのイベントに誘っている。
朝倉 百（あさくら もも）
『私の巣』に登場する。幼い頃に父と死別して以降、母子2人暮らしだったが、母の再婚により筒井環を含む4世代・8人家族で暮らすようになる。1年生時に瞳子や乃梨子の、2年生時には乃梨子のクラスメイト。
井川 亜実（いがわ あみ）
志摩子の信奉者。第2回バレンタイン企画で不在者票により白カードの当選者となるが、デートする自信がないために、親友の千保に替え玉デートを頼む。
江守 千保（えもり ちほ）
同じく志摩子の信奉者。亜美に替え玉デートを依頼される。当初は、感情をあらわにすることなかったが、本当は、良く笑う生徒である。

## リリアン女学園の教職員
上村 佐織（うえむら さおり）
声 - 麻生美代子
リリアン女学園の学園長「シスター・上村」。一時期、久保栞の保護者だった。作中小説「いばらの森」の登場人物であるカホリその人。
「いばらの森」事件のあった年のクリスマスに、死んだと思っていた春日せい子と再会する。
また白き花びらにおいては、聖の家族にリリアン教職員が聖の成績の落ちた一件で栞を責める中、唯一聖と栞の関係を悟り、聖や栞に対して助言をした。
山村先生（やまむらせんせい）
声 - 大原さやか
祐巳と志摩子が1年生の時の担任。剣道部顧問。リリアンOG。頼りになる大人の女性だが、時折やらかす軽度の失敗が生徒たちには親しみを持たれているらしい、自称「うっかりさん」。
鹿取 真紀（かとり まき）
声 - 小林美佐
祐巳と由乃が2年生の時の担任。祐巳達が1年生の時も2年生の担任（令の担任）をしていた。リリアンOGで高等部在学中の友人に安部美嘉がいる。
新年度が始まる前に友人の結婚式で知り合った男性と結婚。祐巳が3年生になっても再び担任を務めたが、間もなく妊娠したため産休に入った。
原作ではショートカットでボーイッシュな姿をしているが、アニメ版では長髪の大人びた人物になっており、外見が大きく異なる。
保科 栄子（ほしな えいこ）
声 - 湯屋敦子
養護教諭。実年齢より若く見られ、生徒からは「栄子ちゃん」「栄子センセ」と呼ばれている。リリアンOG。
青田 三津夫（あおた みつお）
声 - 松岡文雄
祐巳が中等部だった頃の担任。初老。顔がブルーナにそっくりなので「ミッフィーちゃん」というあだ名で親しまれている。車の運転がうまい。
渥美先生（あつみせんせい）
社会科教諭。鹿取真紀がリリアン女学生だった頃から、リリアンで教職をしている古参。妻は真紀の姉で、真紀の義兄にあたる。
四谷先生（よつやせんせい）
理科教諭。乃梨子のリリアン受験時に面談を担当した。乃梨子曰く「カマキリのような人物」。かなり饒舌な性格。

## リリアン女学園（その他）
福沢 みき（ふくざわ みき）
声 - さとうあい、植田佳奈（高等部時代）
祐巳と祐麒の母。リリアン女学園OGで、旧姓は祝部（ほうりべ）。高等部時代、当時3年生だった清子から本にサインをしてもらったが、本が図書館の蔵書である「枕草子」だったため弁償した過去がある。また、白薔薇さまこと佐藤聖のファンであり、祐巳と親しいことを喜ぶが、佐藤聖がどういう人物であるかは祐巳の計らいにより知らないでいる。
小笠原 清子（おがさわら さやこ）
声 - 相沢恵子、伊藤美紀（高等部時代）
祥子の母。小説では「長き夜の」から登場。リリアン女学園OGだが薔薇さまではなかったらしい。華族「菊なんたら家」の出身。
生まれながらのお嬢様で「なかきよ」など古風な習慣に通じる一方で、祥子以上に常識に疎いところがある。そのため、コンビニエンスストアの存在さえも知らず、ひょんなことで蓉子に教えてもらってからは、祥子がうんざりするほどコンビニの「鍋焼きうどん」にはまってしまった時期がある。
作る料理はおいしいのだが、朝食のパンを作ろうものなら小麦粉から（祥子談）という完璧主義者で、しばしば料理の完成にとんでもない副作用（「時間がかかる」「膨大な量が出来る」など）が生じている。
彩子（さいこ）
声 - 竹村叔子
清子の母で、祥子の祖母。小説では「パラソルをさして」の会話中に登場。リリアン女学園OG。祥子が2年生になって間もなく入院、1年後に容態が悪化し危篤状態に陥る。
祐巳とは直接の面識はないものの、祥子が楽しそうに話すことから祐巳のことを好きになっており、祐巳には病気のことは話さないように祥子に頼んでいた。
ケンカ別れした学生時代の友人との再会を望んでおり、祥子が連絡を取ろうとしたそのときに彼女が現れ、死の前に和解することができた。その友人が池上弓子であるかどうか、祐巳はあえて知ろうとしていない。
二条 菫子（にじょう すみれこ）
声 - 滝沢久美子
乃梨子の大叔母でリリアン女学園OG。千葉に実家のある乃梨子は彼女の家（マンション）に下宿してリリアンに通っている。
年齢・職業共に不明で、自宅でだらしなくくつろぐ姿は乃梨子いわく「天使や子羊たちの数十年後の姿」（年齢不詳とされているが、リリアン入学直後の乃梨子が「十五の自分の四倍以上も生きている」と表現している部分があるため、還暦は過ぎていると思われる）。乃梨子のリリアン受験は菫子たっての希望（受験費用も彼女が直接出した）。
リリアンの外部試験は元在校生やその血縁者には甘い部分があるらしく（鵜沢美冬談）、乃梨子の入学に多少なりと影響があると思われる。乃梨子とは年の離れた友人のような付き合いで、年長者ならではのアドバイスをしばしば送っている。
アニメでは第4期放映時点で未登場で、乃梨子の「大叔母と一緒に暮らしている」という台詞はあったが、名前は出ていない。
島津 律（しまづ りつ）
由乃の母。リリアン女学園OGで、旧姓は支倉。『ステップ』の登場時は、リリアン女学園2年菊組。佳月の親友で、お互いに一番大好きな存在と言える程仲が良い。兄の徳（いさお）の友人である甲太（こうた）と付き合い、一度は別れを切り出すが、「男の人の中で一番好き」という結論に辿り着き復縁。後に、甲太と結婚した。高校当時は、娘の由乃と同じく髪を三つ編みにしていた。
支倉 佳月（はせくら かづき）
声 - 佐藤しのぶ
令の母。リリアン女学園OGで、旧姓は代田（しろた）。『ステップ』の登場時は、リリアン女学園2年菊組。律の親友。律が男性と付き合っていることを突然知らされ動揺するが、後に律と交際相手である甲太の仲を応援。この縁で、彼の親友でもある律の兄・徳と知り合い、後に結婚した。
春日 せい子（かすが せいこ）
声 - 宮寺智子
リリアン女学園OGにして、作中小説「いばらの森」の作者。ペンネームは「須賀星」。
リリアン女学園学園長のシスター・上村と自分との間に起こった出来事を小説として発表したが、当人は長らく佐織が死んだものと思っていた。「いばらの森」がリリアン内で話題になったことがきっかけで、数十年ぶりに2人は再会することになる。
加東 景（かとう けい）
声 - 斎賀みつき
リリアン女子大学1年生で聖と同級生。ただし1年留年しており、実年齢は聖よりひとつ上。セミロングの黒髪に眼鏡をかけた大人びた女性で、気に入った人にはあれこれ世話を焼くタイプ。
聖と名前が似ており、それにより入学早々に聖を知ることになる。聖とはそのことがきっかけで共に旅行に行くほどの親しい友人となった。
祐巳と祥子の大喧嘩の際、聖と共に祐巳の心をケアした。
池上 弓子（いけがみ ゆみこ）
声 - 高島雅羅
加東景の下宿先の主人である老婦人。リリアン女学園OG。祥子と大喧嘩をした祐巳の心をケアした1人。加東景曰く「人間嫌いであるようなふしがある」。瞳子曰く、「眉間に深い皺と頬の浅い皺から長らく笑わなかった人」とのこと。家族はいるが、離れて暮らしており、下宿を開いたのは心配した家族による。過去に友人と喧嘩別れをしており、祐巳との出会いをきっかけに会いに行く。相手が祥子の祖母である彩子かどうか、祐巳はあえて確認していない。
綿子（わたこ）
『ステップ』に登場する、リリアン女学園2年菊組のクラスメイト。支倉律・代田佳月の同級生。普段は人と群れず、クールで大人びているが、機微に通じて頼り甲斐がある。
ゴロンタ
声 - 斎藤千和（Webラジオ内ドラマ『魔法少女志摩子』のみ）
まだ子猫だった頃、カラスに襲われている所を聖に助けられた野良猫。当時餌付けをしていた聖以外の人間にはほとんど懐かない。聖によって「ゴロンタ」と名付けられたが、他にも呼び名がある。祐巳の学年では、お昼時になると現れることから「ランチ」、令の学年では「メリーさん」などと呼ばれている。また、ラジオドラマでは乃梨子が「運慶」、瞳子が「エリザベート・アメリア・オイゲーニュ」と呼んでいた。忘れられがちだが性別はメス。ちなみに聖は昔、ゴロンタをただ「ねこ」と呼んでいた。
ラジオドラマ『魔法少女志摩子』では、志摩子に変身用のロザリオを渡し、人語を話す猫として登場している。

## 花寺学院関係者

### 蓉子、聖、江利子たちと同学年
柏木 優（かしわぎ すぐる）
声 - 檜山修之
演 - 碓井将大
祥子の元婚約者で、蓉子達と同学年。祥子や瞳子とは従兄にあたる。顔はハンサムで頭脳も明晰な好青年。花寺学院在籍時には生徒会長を務め、運動部・文化部問わず数多くの部活動を掛け持ちしていて、源平の両方に所属するただ一人の人物でもあった。
物腰穏やかで、心優しく行動力もあり、リリアンの学園祭で社交ダンスを披露されたリリアンの一般生徒からは「王子様」とまで呼ばれている（山百合会の面々曰く「ギンナン国の王子」「ギンナン王子」）。生徒会長職の後任には特定の部活動に属していない福沢祐麒を指名した。
完璧なスーパーマンに見える一方で他人の気持ちに対して鈍感なところがあり、恋愛対象にできなかった中学生時代の祥子に向かって「僕は男しか愛せないから、他の男と子どもを作って自分たちの子供として育てよう」と言うなど、周囲に不快感やトラブルをもたらすことがある。
同性に対して見せるスキンシップの度合いからか、はたまた弁の立つ二面性ゆえか、聖とは同族嫌悪の節がある。
誰よりも祥子に近い婚約者ということで祐巳からは嫌われているが、当人は堂々と受けてたつばかりか、年長者としての余裕から祐巳にアドバイスを送ることもある。自分を「嫌い」と言い切る祐巳に「自分は敵ではなく、同志」と伝えるが、その真意は不明であるが、祐巳と祐麒のことをお気に入りの様子。
大学1年の正月に、祥子との婚約を白紙撤回することを公表した。
身内に対する情は深く、身内を守るための情報通でもあり、瞳子の出生の秘密についてもかなり早い段階から把握していたが、当人に知らせないように何らかの手を打っていた節がある。にもかかわらず、事実が瞳子に知らされていた事を知ったときには、瞳子の周辺から事実を明かした候補者と思われる者を即座に名指しして、当の瞳子自身が蒼白になるほどの強い憎悪と報復の意思を示したこともある。
愛車は赤いスポーツカー。運転は基本的に乱雑だが丁寧な運転も一応でき、潜在的な能力は高いようである。
祥子のトラウマの原因ともなった前述のカミングアウトについては、正確には男『しか』愛せないのではなく、男『も』愛せるという方が正しく、祐巳に対しても好意を抱いている。

### 祥子、令たちと同学年
安藤 礼一（あんどう よしかず）
柏木生徒会長の代の生徒会メンバー。細眼鏡を掛け、容姿が『ベルサイユのばら』の登場人物に似ているところから、「アンドレ」と呼ばれている。柏木を崇拝しており、彼の頭の中では『柏木優伝説』（未刊）として記録されている。それゆえに、彼に反発することが多い祐麒を敵視している。しかし、一方で意図せず気にかけている面もある。
1年次、生徒総会で剣舞の特技を披露したという。
江戸川 正史（えどがわ まさみ）
柏木生徒会長の代の生徒会メンバーで副会長。通称「ランポー」。源氏に所属し、サッカー部に在籍。ベートーヴェンもしくは金田一耕助のようなぼさぼさした髪形をしている。同学年の礼一と仲が良い。
江戸川乱歩と横溝正史を合わせたような名前であることから推理小説研究部の執拗な勧誘を受けたことも。
薬師寺 昌光（やくしじ あきみつ）
声 - 杉田智和
柏木生徒会長の代の生徒会メンバーで、現生徒会 顧問。平氏に所属。双子の弟・朋光とともに2年生中心の花寺生徒会の後見人的存在。通称「日光（にっこう）」。名前の表記をもじり、日光菩薩（薬師如来の脇侍）にちなんでいる。兄弟そろって存在感のある巨漢だが自発的に何かをしている本文中の描写はない。のんびりした性格のようでピントのずれた発言も多い。朋光とともに高い情報処理能力を有し、その能力は礼一が感心するほど。
薬師寺 朋光（やくしじ ともみつ）
声 - 杉田智和
柏木生徒会長の代の生徒会メンバーで、現生徒会 顧問。平氏に所属。通称「月光（げっこう、ではなくがっこう）」。名前の表記をもじり、月光菩薩（薬師如来の脇侍）にちなんでいる。双子の兄・昌光とは心身ともに瓜二つで、付き合いの短い人間には両者の判別はまず不可能。情報収集・処理能力は高く、円周率や平方根を延々諳んじる特技を持つ模様。

### 祐巳、由乃、志摩子たちと同学年
福沢 祐麒（ふくざわ ゆうき）
声 - 市来光弘
花寺学院生徒会・会長。祐巳の年子で、かつ、祐巳と同学年の弟。スピンオフ作品『お釈迦様もみてる』では主人公である。烏帽子親は柏木優。源平のどちらにも所属していない。本来の出産日より3か月早く生まれたため、双子ではないが、誕生日（4月1日）の関係で祐巳とは同学年となっている。柏木曰く「愛嬌のある子だぬき顔」と「百面相」は祐巳にそっくり（ただし身長は祐麒が上）。祐巳とそっくりな顔立ちゆえか、祥子が親族以外で違和感無く接することの出来る数少ない男性。
年頃ゆえ時々憎まれ口を吐くが、実際は姉想いのしっかり者。そのため、周囲の友人からは「シスコン」とからかわれることもある。柏木から烏帽子名である「ユキチ」と呼ばれ（親しい友人もこのあだ名で呼ぶ）可愛がられているが、当の祐麒は迷惑している様子。柏木に指名されて花寺学院の生徒会長を継ぐ。卒業しても花寺に影響力のある柏木に対しては、何のかんの言いながらも一応尊敬の念を抱いている模様。
花寺学院高校入学時、源平関所を知らなかったことに加え、柏木優と出会ったことにより、無所属を選択することになった。さらに本人の知らぬところで、柏木優の烏帽子子となっていた。
小中学生時代、野球のリトルリーグ・リトルシニアで投手として活躍し、強豪高校からスカウトもされたが、肩を壊して野球を断念。急遽、花寺高校へ進学した。
小林 正念（こばやし まさむね）
声 - 鈴木千尋
花寺学院生徒会・会計。理系風の眼鏡をかけている。柏木から付けられたあだ名は「ショーネン」。数学が得意で、事あるごとに様々なアイデアを提案する、生徒会のムードメーカー的存在。祐麒と同じく、源平のどちらにも所属していないが、情報力は祐麒を上回る。祐麒とは互いの家に行き来したり、共に遊びに行く程度には親しい。
アニメ版では実直な人物だが、原作では物事を斜に構えたところがあり、外見や髪型も大きく異なる。
有栖川 金太郎（ありすがわ きんたろう）
声 - 皆川純子
花寺学院生徒会・書記。通称「アリス」。平氏に所属し、書道部に入部した。烏帽子親は薬師寺兄弟。女子のような容姿・私服に、女子そのままな趣味・嗜好を持つことに悩む性同一性障害の持ち主。
花寺・リリアンの学園祭における山百合会との交流で、祐巳や由乃たちと同性同士のような交友関係を築いた。祥子に強い憧れを抱いており、その点では祐巳に警戒されたこともあった。また、1年生の夏休みにリリアンの構内に入ったことがある。
高田 鉄（たかだ まがね）
声 - 三宅健太
花寺学院生徒会・副会長。源氏に所属。柏木から付けられたあだ名は「テツ」。贈答用のボンレスハムを思わせるようなマッチョ体型で、趣味は「身体作り」と言い切る根っからの体育会系男。サッカー・テニス・陸上・野球など、様々な部活に仮入部するも、どれも正式入部には到らず。祐麒とは入学当日に校門で知り合った仲。

### 花寺学院の教職員
山辺先生（やまのべせんせい）
声 - 伊藤栄次
花寺学院の非常勤講師。無精ヒゲが特徴的な、通称「熊男」「傘貼り浪人」。恐竜の化石を発掘するのが好きで、考古学の仕事も行っている。また、江利子に「自分を恐竜にたとえると何か」と問われて、「ピプシロフォドン」と答えている。江利子に好かれているが、本人は戸惑っている様子。妻を亡くしており、娘が1人いる。

## その他の登場人物
福沢 祐一郎（ふくざわ ゆういちろう）
声 - 浜田賢二
祐巳と祐麒の父で、自宅敷地内に建築設計事務所を構える一級建築士（現在の福沢家も彼の設計による）。子供たちに友達感覚で接するお父さん。おおらかな性格だが、決まり事や風習には妙なこだわりがある。
2人の子供が自ら認める「愛嬌のあるタヌキ顔」は父親そっくりで、直接紹介されたことの無い由乃でも、一目で祐巳の父と判った。また、名前を知らない由乃は、祐巳と祐麒（と母親のみき）の名前から「祐一」か「祐太郎」とニアミスした。
小笠原 融（おがさわら とおる）
声 - 家中宏
祥子の父。昔の青春スターを思わせる良き紳士風の人物で、妻も娘も大事にしているが、一方で家の外に複数の愛人を持っているらしく、この辺が祥子の男性不信の一因となっている。小笠原グループの要職に就いているが、娘に会社を継ぐ気が無ければ無理に後継者とするつもりはないとしている。作中の伝聞によれば花寺に在校していた当時から、現在の妻である清子とは許婚の間柄だったらしい。
藤堂（とうどう）
声 - 沢木郁也
小寓寺住職
志摩子の父。ファーストネームは不明。H市にある小寓寺を預かる僧籍。娘である志摩子がシスターを志すべく勘当を申し入れた時、「もっと宗教のなんたるかを学んでから決めるべきだ」として、結論を保留させたままカトリック校のリリアンへ通わせている。
話術に富み、茶目っ気に富んだ性格から檀家からは慕われ、仏教校の花寺で講演する際などは生徒たちに大ウケしたらしい。娘のリリアン行きにしても、いつ学校に実家のことが知られるか（志摩子の心配をよそに）を檀家と賭けの対象にしていた。しばしば見せるぶっ飛んだ言動は、志摩子にとって頭痛の種ともいえる。家を飛び出している息子の賢文が時たま家に帰ってくると、よく喧嘩をしているらしい。
志摩子の実父は住職の長男・准至であり、住職夫妻は祖父母にあたる。
外見から、乃梨子や祐巳は「中年」、蓉子から見て志村タクヤと親子（「生徒の父と祖父」と想像した）と判断したが、志摩子と賢文、賢文と准至はそれぞれ一回り歳が違うことから、年齢は少なくとも60歳代半ばと考えられる。
藤堂 賢文（とうどう まさふみ）
声 - 稲田徹
志摩子の兄で僧侶の資格をもつ男性。志摩子が幼い頃に全寮制の学校に通っていたが、その後は家出同然に飛び出しており、実家である小寓寺にはほとんど立ち寄っていない。性格の似た父親とは険悪では無いが不仲で、藤堂家で彼の話は半ばタブーとなっている。現在は小寓寺とは別の寺で住み込みの僧として修行しながら、敷地内の幼稚園でお菓子作りなどの雑務をこなしている。
作れる菓子のレパートリーは和洋問わず。家を出ていても志摩子を大事に思っており、一大事と思えば志摩子のもとに慌てて駆けつけるそそっかしい面も。時々小寓寺に遊びに行っている乃梨子ですら、彼の存在を知らなかったほど、山百合会メンバーには知られていない人物だったが、卒業した聖だけは彼の人となりを理解していた模様。
「キラキラまわる」にて、志摩子の実の父が賢文の兄・准至（故人）であることが明かされたため、彼は実際は志摩子の叔父ということになる。
藤堂 准至（とうどう のりみち）
故人。志摩子の実父。小寓寺住職夫妻の長男であり、賢文の兄。
賢文の回想（短編「僕の兄妹」。31巻『マーガレットにリボン』所収）のみに登場。
小寓寺の跡継ぎとして修行中、旅先で笹原ユリア（結婚後は藤堂ユリア）と出会い、シスターになる修行中の彼女ともども信仰を捨て、勘当された上で結婚した。
しかし、ユリアが志摩子を生んで一月たたずに死亡、自らも病に冒されたため、勘当から2年後、志摩子を実家に託しに戻り、その半年ほど後に他界する。
支倉 徳（はせくら いさお）
声 - 立木文彦
令の父。自宅で道場を開いている。『ステップ』の登場時は大学4年生。剣道に精進する、友達思いの真面目な青年。妹の律と親友の甲太の交際を誰より心配していた。現在の自宅にある道場は、伯父から譲り受けたものを移築したことが判明した。
島津 甲太（しまづ こうた）
声 - 山崎剛
由乃の父。徳とは大学時代からの友人で、由乃が修学旅行に行く前には支倉家と前祝いを行った程、家族ぐるみの付き合いをしている。大学時代、徳の妹である律から指名されて、交際を始める。一度別れを切り出されたが、後に復縁を申し込まれて結婚し現在に至る。幼い頃に律と同じくらいの年齢の妹を亡くしており、涙もろい面がある。
細川（ほそかわ）
声 - 小山力也
可南子の父親。元全日本のバスケットボールプレイヤー。結婚した後は仕事に打ち込む妻の代わりに可南子を育て、その後は主夫業のかたわら、可南子の通う公立中学でコーチ業も勤めていた。
可南子にとっては自慢の父親だったが、一方で仕事一筋の妻とはすれ違いが多く、以前から離婚を相談していたらしい。可南子の先輩である夕子と深い仲になってしまったことで妻と正式に離婚。可南子に誤解を残したまま故郷の新潟で家業（農家）を継いだが、可南子に会うため夕子と娘を連れて上京した。実際には純朴でとてもいい人なのだが、一時期の可南子には誤解とショックから「殺したいほど」憎まれていた。
細川 夕子（ほそかわ ゆうこ）
声 - 川澄綾子
可南子の2歳上（祥子たちと同い年）にあたる中学時代の先輩で、可南子が姉のように慕う人物。
高校入学直後の怪我と自身の伸び悩みでバスケット選手への夢を断念、落ち込むところをかつての師である細川コーチに色々相談するうちに深い仲になり、高校を中退して結婚し妊娠した。
混乱の中で可南子と話し合えないまま別れてしまったことを悔やみ、リリアンの学園祭に娘の次子（ちかこ）を連れて和解を求めた。性格や雰囲気的に祐巳に似た部分が多く、いささか慌て者な部分もうかがえる。
細川 次子（ほそかわ ちかこ）
声 - 竹達彩奈
可南子の父と夕子の娘で、可南子の異母妹。まだ年端もいかない赤ん坊である。
山辺 亜紀（やまのべ あき）
山辺の娘で、てんとう虫幼稚園のすみれ組の6歳。
初出は『バラエティギフト』に収録の短編「毒入りリンゴ」。名前は『マーガレットにリボン』に収録の短編「ライバルがいいの」で判明。
志村 タクヤ（しむら タクヤ）
仏像マニアの男性で乃梨子の趣味友達。年齢は、蓉子の判断では「初老」、真美の判断では「70歳代過ぎ」。
自称「仕事をリタイヤしたお爺さん」であるが、国立大学の現役大学生にしてスキーも嗜むほどの行動的な人物。おしゃれでお茶目なところもあるロマンスグレー。自らが主宰するホームページ『タクヤの仏間』では、自らが入手した様々な仏像情報を公開している。
乃梨子とは以前からマニア同士の親交があり、電子メールで仏像の情報をやりとりし合っていた。小寓寺の住職とは悪友ともいえる旧知の仲で、志摩子とも顔見知り。乃梨子に小寓寺秘蔵の仏像を拝観出来るよう取り計らったことが、乃梨子と志摩子の関係を取り持つ第一歩となった。
アニメ版では登場エピソードの「おじいさんと一緒」がカットされ、「特別でないただの一日」ではビジュアルのみの登場となっている。
沢村 源助（さわむら げんすけ）
声 - 伊丸岡篤
避暑地にある小笠原家の別荘を住み込みで管理している老人。相当古くから小笠原家に仕えているらしく、祥子の父母を「お坊ちゃま」「お嬢さま」と呼んでいる。
沢村 キヨ（さわむら キヨ）
声 - 西宏子
源助の妻で、やはり小笠原家の別荘を管理している。祥子の偏食には以前から困っていたらしい。
西園寺 ゆかり（さいおんじ ゆかり）
声 - 浅野真澄
祥子の知り合いのお嬢様。祐巳と同学年になるが、リリアンの生徒では無いらしい。名門小笠原家の娘・祥子に憧れていたらしく、後からやってきて妹になった祐巳を好ましく思っていなかった。認知症の曾祖母がいる。
綾小路 菊代（あやのこうじ きくよ）
声 - 小林ゆう
祥子の知り合いのお嬢様。祐巳よりも1学年下（瞳子と同い年）。妹が出来た祥子が以前のように甘えさせてくれなくなったのが不満で、祥子と祐巳の前で癇癪を起こした事も。
京極 貴恵子（きょうごく きえこ）
声 - 谷井あすか
祥子の知り合いのお嬢様。祐巳に隠れて彼女の情報を根掘り葉掘り探っては様々な噂を吹聴していた。
谷中（やなか）
声 - 中博史
代田佳月の父の友人。資産家。趣味の剣道を通じて、支倉令の父とも親しい。由乃は「谷中のお爺ちゃん」と呼んでいる。佳月が高校生のときに妻を亡くし、後に再婚して、後妻との間に息子を持つ。息子の頼みに応じて、令との会食の席を設けた。